# Júlia és a szellemek
A Júlia és a szellemek (eredeti cím olaszul: Giulietta degli spiriti, franciául Juliette des esprits) 1965-ben bemutatott színes, olasz–francia filmdráma Federico Fellini rendezésében. A Mester első színes, egész estés filmje volt, melynek főszerepét 8 év után ismét felesége, Giulietta Masina játszotta.
A forgatás 1964. július 27-én kezdődött, és 1965. január 31-én ért véget. A munka feszült légkörben zajlott, ezúttal a házastársak között sem volt tökéletes az összhang. A Júlia és a szellemeket sokan afféle „női Nyolc és fél”-nek tartják: míg az 1963-as alkotás egy filmrendező férfi (lényegében maga Fellini) alkotói-magánemberi válságáról szólt, addig a Júlia és a szellemek egy nő (tulajdonképpen maga Masina) válságát ábrázolja egy banális szituációból kiindulva. Az európai közönség általában csalódással és értetlenkedve fogadta, az Amerikai Egyesült Államokban viszont jelentős sikert aratott.

## A cselekmény
|  | Alább a cselekmény részletei következnek! |

Giulietta (Júlia) 15 éve él boldognak tűnő házasságban férjével, Giorgióval. Pazar villájukban cselédek állnak az úrnő rendelkezésére, és a Giorgio által meghívott vendégek számára fényes estélyeket rendeznek. Egy napon a naiv, elhanyagolt feleségben gyanú ébred, hogy imádott férje talán megcsalja. Az asszonyt ez a lehetőség rendkívül felkavarja, hiszen másfél évtizedes házasságuk alatt benne még csak fel sem merült a hűtlenség gondolata. Hamarosan kiderül, hogy a gyanú nem volt alaptalan, Giorgio valóban félrelép egy butácska, ám határozottan csinos nővel. Giulietta nem rendez jelenetet, nem vagdossa a drága porcelánkészletet férje fejéhez, ám a maga módján megpróbálja feldolgozni a csapást. Egyik vendégük már korábban felkeltette érdeklődését a spiritizmus iránt. A férfi azt mondta, Giuliettából ragyogó médium válhatna. Az asszony szellemeket idéz, akik később már maguktól is megjelennek, szembesítik őt múltja emlékképeivel, tanácsokat adnak a jelenre és a jövőre vonatkozóan. Az addig csak férjének élő, félénk és gátlásos Giulietta megkísérli felfedezni a luxusvillán (és a házasságon) túli világot: így például átmerészkedik laza erkölcsűnek tartott szomszédasszonya házába, és eljátszadozik a gondolattal, hogy ő is megcsalja élete párját. Vajon sikerül-e megmentenie lelki békéjét és tévútra siklott házasságát?

## Háttér-információk

### Elvárások és alkotói válság

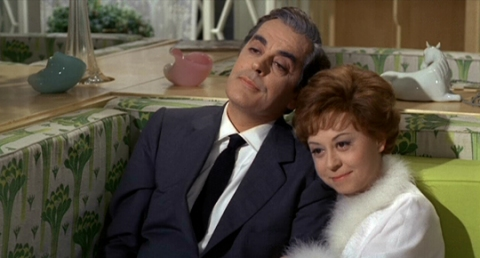
Giorgio és Giulietta (Mario Pisu és Giulietta Masina)

Fellini előző filmje, a Nyolc és fél Keleten és Nyugaton egyaránt óriási szakmai és közönségsiker volt. Ez a népszerűség viszont együtt járt a média felfokozott érdeklődésével: Fellinit lépten-nyomon újabb terveiről faggatták. A rendező – aki mindig is igyekezett kerülni a nyilvánosságot – úgy érezte, mintha állandó reflektorfényben állna, és kíváncsi tekintetek kereszttüzében kéne alkotnia. Tisztában volt azzal, hogy kimondva-kimondatlanul előző mesterműve megismétlését, sőt túlszárnyalását várják tőle, holott filmhőséhez, Guidóhoz hasonlóan ő is alkotói válságban volt. (Eredetileg le se akarta forgatni híres filmjét, de aztán mégis kötélnek állt.) Mindehhez magánéleti problémák is társultak. Fellini sosem tagadta, hogy akadtak gáláns kalandjai. Bár mindig igyekezett tapintatos lenni, hogy ne bántsa meg felesége, Giulietta Masina érzékenységét, a színésznő eleinte határozottan rossz néven vette ezeket a félrelépéseket. A rendezőnek lelkiismeret-furdalása volt, hogy miközben az ő csillaga magasra emelkedett, hűséges, önfeláldozó és ráadásul rendkívül tehetséges felesége karrierje megfeneklett. Az Országúton (1954) és a Cabiria éjszakái (1957) óriási sikerét Masina nem tudta megismételni, más rendezőkkel készült későbbi filmjei nem keltettek túl nagy érdeklődést. Ráadásul a Pokol a városban (1958) forgatásán a színésznő még neves partnernőjével, a temperamentumos Anna Magnanival sem tudott kijönni, aki pedig férje egyik jó barátja volt a pályakezdő évek időszakából. A negyvenes éveiben járó Masina úgy érezte, néhány évvel fiatalabb pályatársnői, Sophia Loren és Gina Lollobrigida elhalásszák előle a jó szerepeket, holott szakmailag egyáltalán nem múlják felül őt. Fellini úgy érezte, tartozik annyival a feleségének, hogy Gelsomina és Cabiria után egy újabb nagy szereppel ajándékozza meg őt. Producere, Angelo Rizzoli is szorgalmazta a házaspár újabb közös munkáját, ezért Fellini nekilátott megfelelő témát keresni.

### Ötletek és kísérletezések

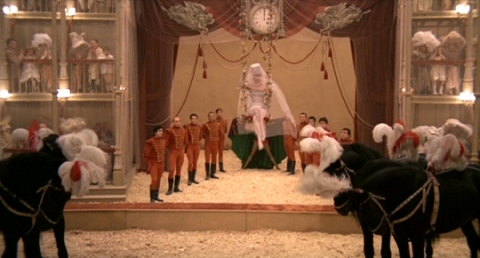
Emlékkép a múltból (a hintán: Sandra Milo)

Fellini elképzelése az volt, hogy Masina újabb arcát mutassa meg a közönségnek. Még az Országúton forgatása közben, egy kolostor könyvtárában egy apáca naplójára bukkantak, amely felkeltette a rendező érdeklődését. Giuliettát szintén vonzotta a téma, ám Fellini attól tartott, hogy forgatás közben miszticizmusba keveredne, ezért inkább ejtette az ötletet. Az 1960-as években oly népszerű szkeccsfilmek hatására felvetődött egy olyan film gondolata is, amelyben a színésznő több különböző személyiséget keltett volna életre: egy tenyérjósnőt, egy erőszakos és zsugori nőt, egy (líra)milliárdosnőt és a hírhedt női sorozatgyilkost, Leonarda Cianciullit (1893–1970). Felmerült az az ötlet is, hogy a híres spritiszta médium, Eileen Garrett életéről forgassanak filmet. Fellini ezt a tervet végül azért vetette el, mert úgy érezte, egy önéletrajzi film túl nagy megkötöttséget jelent. A spiritizmus mint téma azonban határozottan vonzónak tűnt, és a rendező más irányú tapasztalataival kombinálva egy érdekesnek és eredetinek tűnő film terve kezdett kibontakozni. Fellini már a Nyolc és fél forgatása előtt érdeklődést mutatott az ezoterika iránt, mágusokat és látnokokat keresett fel. Különösen nagy hatással volt rá Gustavo Adolfo Roll. A férfi csukott könyvből olvasott, tárgyakat teleportált egyik szobából a másikba, az érdeklődők szeme láttára változtatta át a kártyalapok színét és mintáját. Egyébiránt a napóleoni háborúk szakértője volt, és antik festmények restaurálásával kereste kenyerét. (Az emberi értelem határait meghaladó mutatványaiért nem kért pénzt.) A rendező egyfajta lelki rokonságot érzett Roll-lal, hiszen tehetségüket végül is mindketten embertársaik szórakoztatására használták fel.
Ebben az időszakban Fellini kíváncsiságtól vezérelve részt vett egy LSD-kísérletben. A rendező szerint teljes titokban került sor a kísérletre egy pszichológus, egy kardiológus, egy vegyész, két ápoló, egy gyorsíró és számos mikrofon jelenlétében. A szert kockacukorra csepegtetve vette be, a hatás több órán át tartott. Mivel közben folyamatosan beszélt és fel-alá járkált a szobában, nyugtató injekciót kellett beadni neki. Az éjszaka nyugodtan telt, de másnap Fellini alig emlékezett valamire. Nem akarta visszahallgatni a felvételeket, mivel attól tartott, hogy butaságokat hordott össze. Úgy érezte, a kísérlet révén semmi újat nem tudott meg, hipermotilitását pedig azzal magyarázta, hogy a kísérlet alatt teste vette át örökké mozgásban lévő agyának szerepét. A kísérletet vezető Emilio Servadio másképp írta le a körülményeket, mint Fellini. Az ő visszaemlékezései szerint rajta és a rendezőn kívül csupán egy pszichoanalitikus orvos volt jelen. Nem voltak se ápolók, se nyugtató injekció. Szerinte a kísérlet időtartama alatt Fellini bizonyos szellemekkel társalgott, melyek valójában saját fantáziaképei voltak. Servadio szerint a kísérlet közvetve hozzájárult a Júlia és a szellemek megszületéséhez, amelyet úgy értékelt, mint Fellininek a spiritizmussal való leszámolását.

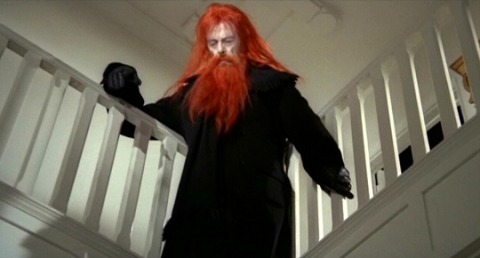
Szellem a házban

Fellini egyik volt barátnője, Anna Salvatore festőnő 1966-ban vaskos könyvet jelentetett meg Subliminal TU! címmel (kb. „a tudatalatti éned”). A kissé zavaros olvasmány egy olyan társaságról szólt, amelynek tagjai egyikőjük lakásán félig érdeklődésből, félig viccből spiritiszta szeánszokat rendeznek. Salvatore korábban barátságot kötött Giuliettával, és bejáratos lett Felliniék otthonába. Könyvének két főszereplője, Big és Lietta alakját valójában a Fellini házaspárról mintázta. A festőnő írása bennfentesek szerint tele van ugyan túlzásokkal és szárnyaló fantáziára utaló fordulatokkal, egyes motívumai viszont feltűnő párhuzamot mutatnak a Júlia és a szellemekkel. Ráadásul később maga Fellini sem tagadta, hogy filmjének számos részlete házasságuk valós történésein alapul.
Fellinit egy pszichiáter barátja, dr. Ernst Bernhard ismertette meg Carl Gustav Jung munkásságával. A rendező óriási érdeklődéssel merült el Jung világában, úgy érezte, mintha a svájci szakember egyenesen neki írta volna a műveit. Úgy tekintett rá mint egy idősebb testvérre (Fellininek egyébként volt egy Riccardo nevű öccse), aki bevezeti őt a nagyvilágba, és választ ad a kérdéseire. Fellini szerint Freud a racionális gondolkodást képviseli, míg Freud volt tanítványa, Jung pszichológiájában a fantázia kap főszerepet. Úgy érezte, Jung segítségével érti meg azt, amit a filmjeiben addig ösztönösen csinált, Jung ad intellektuális támaszt az alkotásainak. Életművében a Nyolc és fél és főleg a Júlia és a szellemek tükrözik a jungi hatást.

### Viták és veszekedések

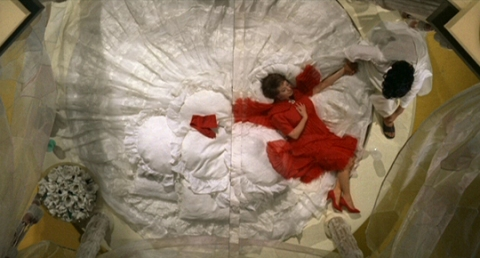
Giulietta a félrelépés küszöbén (Giulietta Masina)

Korábban szó volt a Nyolc és fél sikerét követő hatalmas médiaérdeklődésről, amely véget vetett a Fellini-filmek forgatására addig jellemző családias hangulatnak. A Júlia és a szellemek feszült légkörben készült, ám ennek nem a kíváncsiskodó média volt a legfőbb oka. Az első probléma már a forgatás megkezdése előtt jelentkezett. A mű magas költségvetésű filmnek ígérkezett, ezért a gyártó cég egyes illetékesei úgy gondolták, Masinánál nagyobb név kellene a főszerepre. Fellini tudta nélkül egyeztető tárgyalásokba kezdtek az amerikai Katharine Hepburnnel. A rendező éktelen haragra gerjedt, mikor megtudta, hogy a háta mögött akarnak beleszólni filmje szereposztásába. Természetesen nagyra becsülte Hepburnt, de hallani sem akart arról, hogy feleségétől elvegyék a szerepet, pláne egy ilyen „partizánakció” keretein belül. Masina viszont, aki korábban oly engedelmesen vetette alá magát férje instrukcióinak, a Júlia és a szellemek forgatásán már nem hagyta magát feltétel nélkül irányítani. Természetesen a színésznő tisztában volt a mű önéletrajzi vonásaival, talán éppen ezért nagyobb beleszólást szeretett volna Giulietta jellemének alakításába. Fellini visszaemlékezései szerint Giulietta a forgatáson kifogástalanul, igazi profi módjára viselkedett, odahaza viszont férjére zúdította összes kifogását a szereppel kapcsolatban. Masina egyáltalán nem értett egyet Fellinivel abban, hogy a filmbeli Giulietta előtt kitárul a világ, miután férje elhagyja. Szerinte ezzel a hősnő éppen hogy az összeomlás útjára kerül, és az volt a véleménye, hogy Fellini tévúton jár, amikor egy férfi gondolatait és elképzeléseit akarja ráerőltetni egy női szerepre. Fellini viszont úgy vélte, feleségéből a szerepét féltő-védő színésznő beszél, aki képtelen a rendező fejével gondolkodni: ő ugyanis nem egyes szerepeken keresztül gondolkodik, hanem a teljes filmet látja maga előtt, melyben minden figurának megvan a maga helye és súlya. Noha bizonyos kérdésekben Fellini végül engedett Giulietta kívánságának, alapvetően mégsem változtatta meg a koncepcióját. Később, a film kedvezőtlen kritikai fogadtatása után úgy gondolta, talán jobban kellett volna hallgatnia felesége tanácsaira. Masina művészi fegyelmére jellemző, hogy bár nem értett egyet teljes mértékben férje elképzelésével, mégis hajlandó volt aszerint eljátszani a szerepet, beleértve azokat a kínosnak mondható jeleneteket is, melyek egyértelműen a magánéletükből származtak. (Így például azt az epizódot, melyben a hősnő magándetektívet fogad férje megfigyelésére.) Bölcs és megértő asszonyként a kudarc után sem olvasta soha a férje fejére, hogy „ugye, én megmondtam!”.

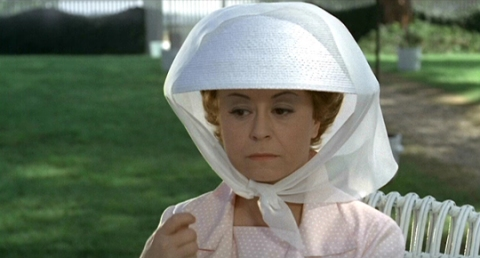
Giulietta az előnytelen kalapban (Giulietta Masina)

Fellini és Masina nézeteltéréseinek egyik kulcskérdése a filmbeli Giulietta megjelenése volt. Fellini egy megcsalt feleség kliséi szerint képzelte el a hősnő külsejét, és úgy vélte, a jelmezek hozzásegítik majd a színésznőt a figura jobb megértéséhez. Masinának azonban nem tetszettek a kosztümök, kijelentette, hogy nem érzi jól magát bennük, és a játékát sem segítik. Fellini szerint a hiúság beszélt Giuliettából, mert nem találta magát elég szépnek a vásznon. Masina valóban nem jött ki túl jól Piero Gherardi jelmeztervezővel, akinek elismerte ugyan tehetségét, de néhány, az ő számára tervezett jelmezét kifejezetten előnytelennek találta. Így például azt a gombafej formájú kalapot, amely valósággal „összelapította” a nem éppen magas termetű színésznőt. Gherardira mégsem emiatt neheztelt meg Fellini, hanem azért, mert a jelmeztervező túlságosan önállósította magát, és egyeztetés helyett nem egyszer kész tények elé állította a rendezőt. Komolyabb problémák merültek fel az operatőrrel, a fiatal Gianni Di Venanzóval. Az operatőr ugyanis a fekete-fehér film mesterének számított, a Júlia és a szellemek viszont színes film volt, Fellini első színes nagyjátékfilmje. (Korábban a Doktor Antonio megkísértése című szkeccsfilmet már színesben forgatta.) Igazából egyikőjüknek sem voltak kellő tapasztalatai ezzel a technikával, egymás háta mögött a másik tapasztalatlanságát emlegették ezen a téren, mígnem a forgatás befejezése érdekében egy megállapodás született közöttük. Masina a kosztümök után viszont a róla készült felvételek miatt is elégedetlenkedett. Olyannyira, hogy elterjedt egy pletyka, mely szerint éjszakánként Otello Martelli operatőr segítségével titokban újra felvették a színésznő néhány premier plánját. Az alkotóknak a sors nem adta meg, hogy újabb közös munkával „rázódjanak össze”: Di Venanzo 1966. február 3-án, néhány hónappal a film premierje után májgyulladásban elhunyt.
A Júlia és a szellemek legnagyobb vesztesége Fellini számára Ennio Flaiano forgatókönyvíró barátságának elvesztése volt. A régi jó munkatárs már korábban megneheztelt a rendezőre, mert – igazságtalanul – őt okolta azért, hogy a Nyolc és fél amerikai premierjére a turistaosztályon kellett utaznia, miközben Fellini és a többiek az első osztályon kaptak helyet. Barátságuk megromlásában szerepet játszott az is, hogy Flaiano nehezen viselte el, hogy Fellini rajta kívül másokat is bevont alkotásai forgatókönyveinek megírásába. Állítólag Pier Paolo Pasolinit különösen nem szívelte, még paródiát is írt róla, melyet azonban Fellini kérésére nem jelentetett meg. Federico egyre inkább úgy érezte, barátja féltékeny a sikereire. Flaiano nehezményezte, hogy Fellini nem kéri ki a tanácsait, a rendező viszont azt rótta fel neki, hogy nem ír. Az ellentétek odáig fajultak, hogy a forgatás végén Flaiano egy tiltakozó és követelőző levelet írt Fellininek, aki végig sem olvasta az írást, úgy dobta kukába. Néhány év múlva kibékültek, ám Flaiano 1972-ben bekövetkezett halála meghiúsította, hogy a régi alkotói együttműködés helyreálljon.

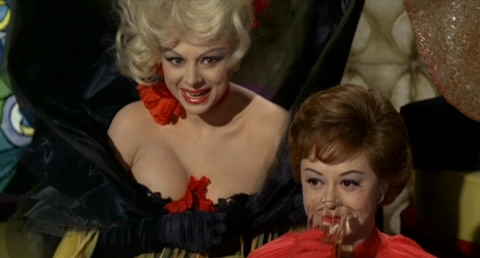
Giulietta a kikapós szomszédasszonynál (Sandra Milo és Giulietta Masina)

Nem Masina volt egyébként az egyetlen színész a stábban, akinek problémái támadtak a rendezővel. A Nyolc és félből jól ismert Sandra Milótól Fellini például azt követelte, hogy szedesse ki a szemöldökét. A színésznő nem lelkesedett az ötletért. Egyrészt attól félt, hogy pocsékul fog kinézni, másrészt aggályoskodott, hogy kinő-e majd újra a szemöldöke. (Kinőtt.) Ráadásul bizonytalan volt tulajdon vonzerejét illetően, ami azért jelentett problémát, mert lényegében ő testesítette meg az „angyali” Giulietta ellentétét, az „ördögi” nőt, aki szépsége és csábereje teljes tudatában csavarja ujjai köré a környezetét, főleg a hímneműeket. A művésznő végül ideg-összeroppanással kórházba került. A legrosszabbul a nyomozó szerepét játszó Mario Carotenuto járt. Fellini számtalanszor elismételtette vele a szövegét, teljesíthetetlen igényeket támasztott vele szemben, és végül – meglehetősen igazságtalanul – alkalmatlanná nyilvánította őt a szerepre és lecserélte. Utódja, Alberto Plebani bennfentesek szerint színészileg nem érhetett Carotenuto nyomába, viszont lényegesen jobban viselte a rendező sajátos módszereit. Így például azt, hogy szöveg helyett számokat kellett mondania felvétel közben, mivel a Mester az utószinkron híve volt.

### A bemutató

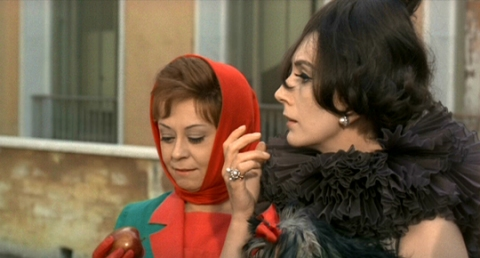
Giulietta és Valentina (Giulietta Masina és Valentina Cortese)

Ennyi probléma és konfliktus után szinte törvényszerű, hogy a bemutatóra sem kerülhetett sor zökkenőmentesen. Fellini kissé elhamarkodottan és idejekorán úgy nyilatkozott, hogy alkotásával szeretne részt venni az 1965-ös velencei filmfesztiválon, mire a fesztiváligazgató Luigi Chiarini fel is vette a programba a filmet. Ahogy közeledett azonban a bemutató időpontja, úgy vált egyre biztosabbá, hogy a film mégsem készül el addigra. A hármas szerepet játszó Sandra Milo kórházi kezelésre szorult, pedig az utószinkronhoz szükség volt rá. Fellini is megbánta, hogy elkötelezte magát a fesztiválra, melyen már 10 éve nem vett részt. Chiarini azonban nem törődött bele abba, hogy a rendezvény számára plusz presztízst jelentő premier csak úgy elmarad, és a gyorsan kibontakozó, súlyos szavakkal tarkított vitában a két fél perrel fenyegette meg a másikat. A bemutatóra végül tényleg nem a fesztiválon került sor. A Júlia és a szellemek Fellini-mű esetében ritkaságnak számító módon azonnal a mozikba került, méghozzá Olaszországban és Franciaországban ugyanazon a napon. A kritikai fogadtatás zömmel csalódott és elutasító volt. Az Egyesült Államokban 1966. január 4-én volt a premier: a film ott nagy sikert aratott, és máig Fellini egyik legnépszerűbb alkotásának számít.

## Magyar kritikai visszhang
„Giulietta belső világának elemei, fordulatai ugyanis nélkülözik azt a hitelességet és azt az egyénítettséget, ami a Nyolc és fél filmrendező hősének, Fellini-Guidónak harcát jellemzi saját alkotói megrekedése, tehetetlensége ellen. Nem azt kifogásoljuk – amit némely francia kritika –, hogy Giulietta jelentéktelen olasz burzsoá nő, akinek harca polgári életfelfogásának konvenciói, babonás félelmei, férje elhidegülése, öregedése stb. ellen sokkal kisszerűbb és banálisabb téma egy nagy művész alkotói válságánál. Ellenkezőleg, értékeljük ebben a filmben, hogy Fellini tudatosan »hívja ki« művészi párbajra a látszólag mindennapos esetet – hiszen igazi művész számára nem létezik banalitás –; tudatosan választ egy eseményszegény és jelentéktelen történetet. […] Másfajta banalitást kifogásolunk, hiszen feltárni emögött a mindennapos történet mögött a lélek egyszeri és megismételhetetlen küzdelmét, a legnagyobb művészt is joggal izgató feladat, semmivel sem kisebbrendű Guido problematikájánál. Amit kifogásolunk éppen az, hogy ez az egyszeri és megismételhetetlen emberi sors hiányzik a filmből, és helyette minduntalan előbukkan a fel nem tüntetett társszerző, Sigmund Freud pszichopatológiájának tényleg közismert és banálissá koptatott szimbolikája.”

(Gyertyán Ervin: Párizsi filmnapló II. – Fellini vagy Godard? In: Filmvilág 1966/2, 22–26. oldal)
„Nehéz mentséget találni erre a scribe-i históriára, még akkor is, ha Fellini olyan pazar tűzijátékkal adja elő, amilyen csak tehetségétől telik. A banális mesét azonban érdektelenül oldja meg. Vagy nem akar, vagy nem tud hősnője lelkébe hatolni. Se megérteni nem igyekszik Júliát, sem ábrázolni nem hajlandó ennek a klimaxos asszonynak a lelkivilágát. Mondhatnánk ugyan, hogy a sok gyerekkori emlék, a zárda-iskola, a mártírokról szóló színielőadások, a repülőgépen elszálló nagypapa, a kétnemű vagy inkább nem nélküli hindu bölcs tanácsainak képsora, a szomszédos villa vad tivornyája: mindez nem villantja-e fel nagyszerűen Júlia tudatvilágát? Mindez nem ábrázolja-e újszerűen és utolérhetetlenül modernül egy nő tudatalattiját? E sorok írója szerint nem. A rendező felületes pszichologizálása egy lélektanból vizsgázó egyetemi hallgató színvonalát sem üti meg. Csak tűzijáték ez csupán, mely bármennyire káprázatos, a színes fények semmibe tűnése után még nagyobb a sötétség. […] A valóban remek színekből, a hangulatokat és érzelmi állapotokat olyan bravúrosan kifejező színtechnikáról Fellini esetében méltatlan dicsérőleg beszélni. Mintha egy zseniális írót azzal dicsérnénk, hogy tud írni. Lehetséges, hogy a Júlia és a szellemek egy más rendező életművében akár csúcspontnak is tekinthető: de az Országúton, Az édes élet, a Nyolc és fél rendezőjének életében ez inkább kudarc.”

(Nemeskürty István: Fellini – szemtől szemben. Budapest, 1974, Gondolat Kiadó, 129–138. oldal)

## Főszereplők
| Szereplő                 | Eredeti hang            | Magyar hang            | Magyar hang            |
| Szereplő                 | Eredeti hang            | 1. szereposztás (1972) | 2. szereposztás (1993) |
| ------------------------ | ----------------------- | ---------------------- | ---------------------- |
| Giulietta Boldrini       | Giulietta Masina        | Göndör Klára           | Földi Teri             |
| Suzy / Iris / Fanny      | Sandra Milo             | Váradi Hédi            | Bánsági Ildikó         |
| Giorgio, Giulietta férje | Mario Pisu              | Mensáros László        | Végvári Tamás          |
| Valentina                | Valentina Cortese       | Domján Edit            | Kiss Mari              |
| Sylva                    | Sylva Koscina           | Szegedi Erika          | Csere Ágnes            |
| Nagyapa                  | Lou Gilbert             | Egri István            | Kun Vilmos             |
| Adele                    | Luisa Della Noce        | Martin Márta           | Kocsis Judit           |
| Dolores                  | Silvana Jachino         | Tolnay Klári           | Szabó Éva              |
| Pijma                    | Valeska Gert            | ?                      | ?                      |
| Giorgio barátja          | José Luis de Villalonga | ?                      | ?                      |
| Médium                   | Friedrich von Ledebur   | ?                      | ?                      |
| Giulietta anyja          | Caterina Boratto        | ?                      | ?                      |
| Elisabeta, a szobalány   | Milena Vukotic          | ?                      | ?                      |

További magyar hangok (2. szinkronban): Balázs Péter, Báthory Orsolya, Moór Marianna, Pécsi Ildikó, Sinkovits-Vitay András, Szersén Gyula, Szirtes Ági és Tolnay Klári.

## Díjak és jelölések
Oscar-díj (1967)
- jelölés: Piero Gherardi (legjobb díszlet, legjobb jelmez)

Golden Globe-díj (1966)
- díj: a legjobb idegen nyelvű film

Ezüst Szalag díj (1966)
- díj: Gianni Di Venanzo (legjobb operatőr színes film kategóriában)
- díj: Piero Gherardi (legjobb díszlet)
- díj: Sandra Milo (legjobb női mellékszereplő)

KCFCC-díj (1967)
- díj: Federico Fellini (legjobb rendező)

NBR-díj (1966)
- díj: a legjobb idegen nyelvű film

A New York-i Filmkritikusok Díja (1965)
- díj: a legjobb idegen nyelvű film